# اندی کوک (بازیکن فوتبال، زاده ۱۹۶۹)
اندی کوک (انگلیسی: Andy Cook؛ زادهٔ ۱۰ اوت ۱۹۶۹) بازیکن فوتبال اهل بریتانیا است.
از باشگاه‌هایی که در آن بازی کرده‌است می‌توان به باشگاه فوتبال پورتسموث، باشگاه فوتبال سالزبری سیتی، باشگاه فوتبال ووکینگ، باشگاه فوتبال سوانزی سیتی، باشگاه فوتبال ساوت‌همپتون، باشگاه فوتبال اکستر سیتی، و باشگاه فوتبال میلوال اشاره کرد.